# 曼采萊

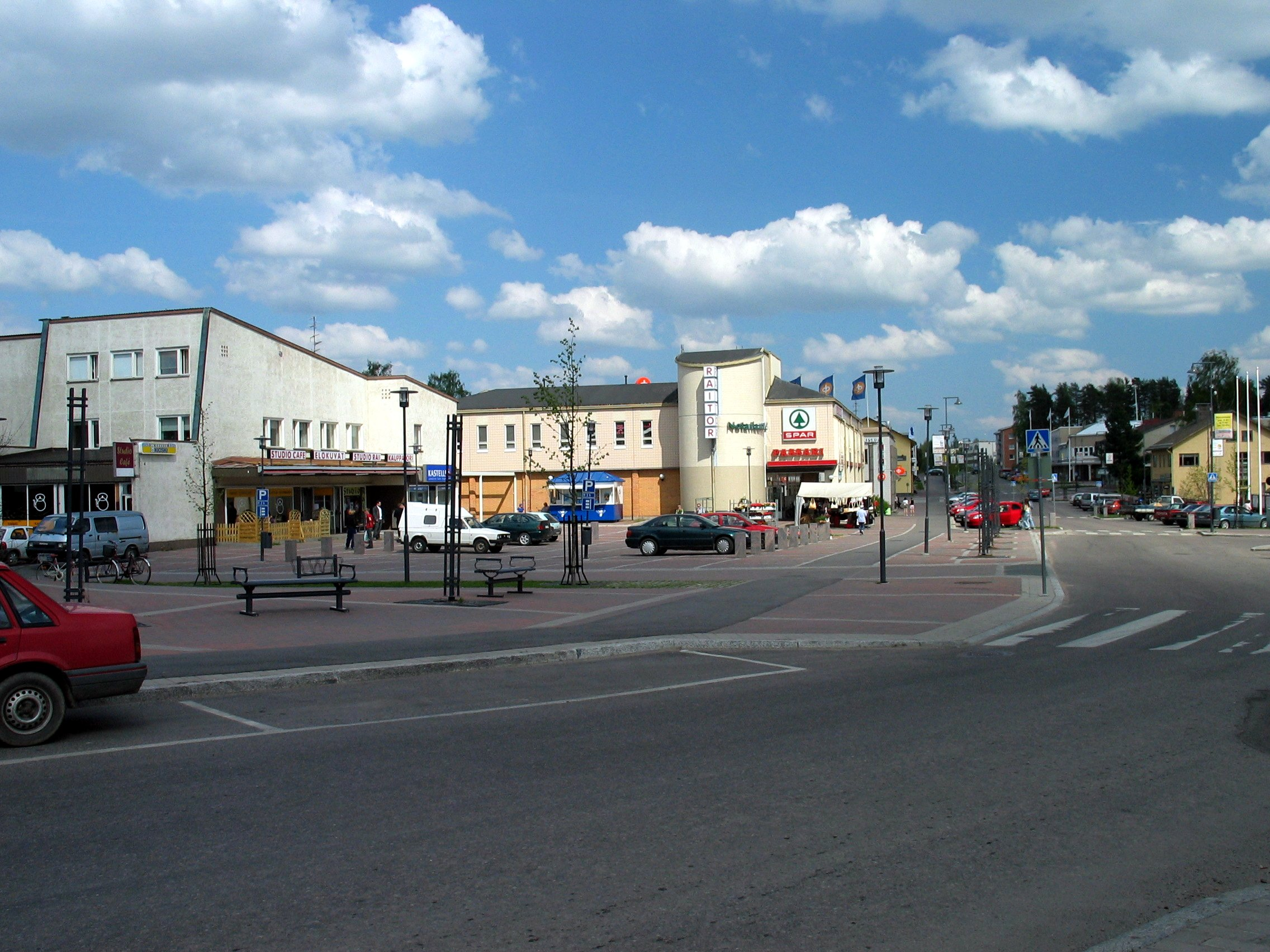
曼采萊市镇中心

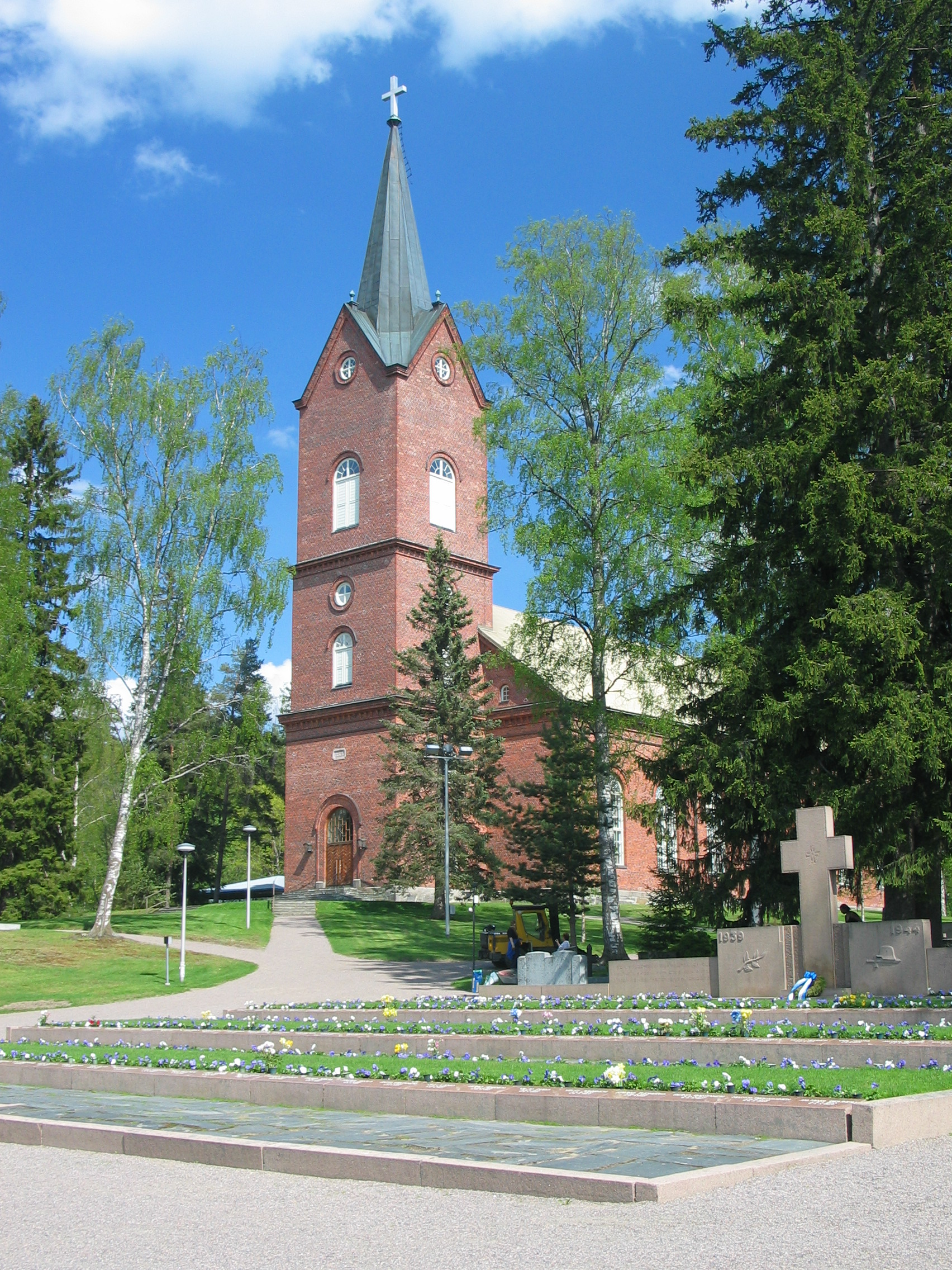
曼采萊教堂

曼采萊（芬蘭語：Mäntsälä）是芬蘭新地區的市鎮，位於該國南部，距離首都赫爾辛基約40分鐘車程，始建於1585年，面積596平方公里，2013年人口20,486，人口密度為每平方公里35.27人。

## 外部連結
- 曼采萊市镇官方网站 （页面存档备份，存于） （文）
- The oldest document in the statistical archives of Statistics Finland about the population of Mäntsälä in 1749 （页面存档备份，存于）